# Gaz isotherme en centrifugeuse
 (février 2014).
La forme ressemble trop à un extrait de cours et nécessite une réécriture afin de correspondre aux standards de Wikipédia.
 (juin 2017).
Si vous disposez d'ouvrages ou d'articles de référence ou si vous connaissez des sites web de qualité traitant du thème abordé ici, merci de compléter l'article en donnant les références utiles à sa vérifiabilité et en les liant à la section « Notes et références ».
La loi de répartition d'un gaz parfait globalement immobile dans le référentiel lié à un cylindre vertical de hauteur H et de rayon R en rotation par rapport à un référentiel galiléen est stratifiée en distance axiale, en fonction de l'énergie potentielle centrifuge : {\displaystyle E_{p}=-{\frac {1}{2}}m\Omega ^{2}r^{2}}. On s'attend donc, conformément à la distribution de Boltzmann, à une pression {\displaystyle P(r)=P(0)\exp \left(-{\frac {-{\frac {1}{2}}m\Omega ^{2}r^{2}}{k_{B}T}}\right)}, ce que confirme le calcul via l'équation dP/dr = {\displaystyle {\frac {\mathrm {d} P}{\mathrm {d} r}}=\rho \Omega ^{2}r}.

## Énergie
On peut aussi calculer l'énergie interne du gaz dans le référentiel du laboratoire :
{\displaystyle E={\frac {3}{2}}Nk_{B}T+{\frac {-Nk_{B}T+N{\frac {1}{2}}m\Omega ^{2}r^{2}}{1-\exp \left(-{\frac {-{\frac {1}{2}}m\Omega ^{2}r^{2}}{k_{B}T}}\right)}}}
D'après un théorème général, l'énergie dans le référentiel {\displaystyle {\mathcal {R}}'} non galiléen tournant avec le cylindre vaut :
{\displaystyle E'=E-L\Omega }, {\displaystyle L} étant le moment cinétique:
{\displaystyle L\Omega =-2Nk_{B}T+4N{\frac {{\frac {1}{2}}m\Omega ^{2}r^{2}}{1-\exp \left(-{\frac {-{\frac {1}{2}}m\Omega ^{2}r^{2}}{k_{B}T}}\right)}}.}
La capacité calorifique à pression constante d'un tel gaz reste {\displaystyle C_{P}}, à condition bien sûr de compter l'énergie potentielle.
Dans une centrifugeuse où {\displaystyle \Omega ^{2}r/g} peut atteindre 100 000, on voit que la sédimentation des corps de masse {\displaystyle m_{1}>m_{2}} va s'effectuer : c'est un moyen de séparer les isotopes de l'hexafluorure d'uranium, ce qui rend potentiellement dangereuse toute centrifugeuse de ce type.
En biologie, dans des centrifugeuses, on sépare par sédimentation des solutés différents (protéines par exemple) dissous dans l'eau. La formule de Boltzmann reste applicable.

## Effet Coriolis
Remarque : si on considère la trajectoire d'une particule individuelle, la force de Coriolis est tout à fait considérable, et la loi de Fick doit être adaptée à ce cas. Néanmoins statistiquement aucun effet Coriolis ne se fait sentir globalement (théorème de Van Leuwen).